# Alsen (Dacota do Norte)
Alsen é uma cidade localizada no estado norte-americano de Dacota do Norte, no Condado de Cavalier.

## Demografia
Segundo o censo norte-americano de 2000, a sua população era de 68 habitantes. 
Em 2006, foi estimada uma população de 58, um decréscimo de 10 (-14.7%).

## Geografia
De acordo com o United States Census Bureau tem uma área de 
77,4 km², dos quais 76,0 km² cobertos por terra e 1,4 km² cobertos por água. Alsen localiza-se a aproximadamente 482 m acima do nível do mar.

## Localidades na vizinhança
O diagrama seguinte representa as localidades num raio de 24 km ao redor de Alsen. 